# 8 mai
Pour les articles homonymes, voir Huit-Mai.
8 avril 8 juin
Chronologies thématiques
- Croisades
- Ferroviaires
- Sports
- Disney
- Anarchisme
- Catholicisme

Abréviations / Voir aussi
- (° 1852) = né en 1852
- († 1885) = mort en 1885
- a.s. = calendrier julien
- n.s. = calendrier grégorien
- Calendrier
- Calendrier perpétuel
- Liste de calendriers
- Naissances du jour

Le 8 mai est le 128e jour, moins souvent le 129e, de l'année du calendrier grégorien ; il en reste ensuite 237.
Son équivalent était généralement le 19 floréal du calendrier républicain ou révolutionnaire français, officiellement dénommé jour de l'arroche (une plante des jardins).

## Événements

### Iersiècleav. J.-C.
- 46 av. J.-C. : Jules César adopte Octavien / Octave le futur premier empereur romain Auguste.

### IVesiècle
- 390: miracle de la victoire des Sipontains (habitants de Siponto, aujourd'hui Manfredonia, au pied du mont Gargan, province de Foggia, région des Pouilles, en Italie), attribuée à l'archange saint Michel[1].

### VIesiècle
- 589 : IIIe concile de Tolède ; le catholicisme devient la religion officielle du royaume wisigoth d'Espagne.

### XIVesiècle
- 1360 : signature du traité de Brétigny entre la France et l'Angleterre, qui a permis une trêve dans la guerre de Cent Ans.Jeanne d'Arc au siège d'Orléans, peinture de Jules Eugène Lenepveu

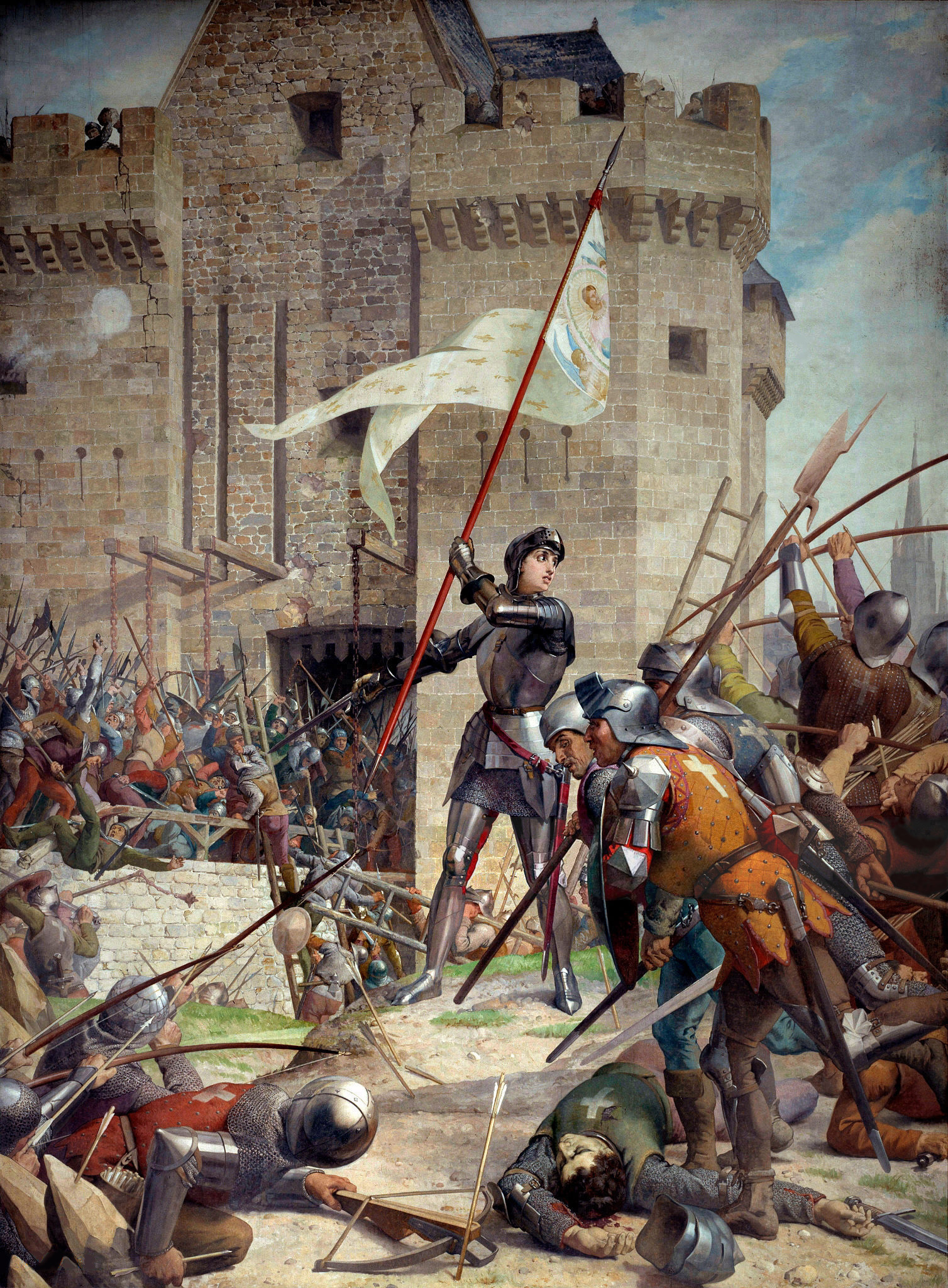
Jeanne d'Arc au siège d'Orléans, peinture de Jules Eugène Lenepveu

### XVesiècle
- 1429 : Jeanne d'Arc oblige les Anglais à lever le siège d'Orléans.

### XVIesiècle
- 1541 : découverte du Mississippi par Hernando de Soto.

### XVIIesiècle
- 1661 : en Angleterre, à la suite des élections générales, début du Parlement cavalier qui est resté jusqu'au 24 janvier 1679. Il est le plus long des parlements anglais, qui a duré près de 18 ans.

### XVIIIesiècle
- 1769 : bataille de Ponte Novu. Les troupes paolistes perdent la bataille contre les troupes de Louis XV, la Corse est conquise militairement par la France.
- 1790 : décret portant établissement de l'uniformité des poids et mesures, en France.
- 1794 : exécution des vingt-huit fermiers généraux à Paris, dont Antoine Lavoisier.

### XIXesiècle
- 1870 : plébiscite portant sur la libéralisation du régime impérial en France.
- 1898 : création de la Ligue française pour la défense des droits de l'Homme et du citoyen.

### XXesiècle
- 1902 : dévastation de Saint-Pierre, en Martinique, par une nuée ardente dévalant du volcan Montagne Pelée entré en éruption, tuant vingt-six mille personnes et détruisant quarante navires dans la rade.
- 1945 :
  - capitulation de l'Allemagne nazie ;
  - massacre de Sétif en Algérie.
- 1946 : résolution no 5 du conseil de sécurité des Nations unies sur la question iranienne.
- 1951 : résolution 92 du Conseil de sécurité des Nations unies sur la Palestine.
- 1980: funérailles nationales de Josip Broz Tito.
- 1996 : nouvelle Constitution en Afrique du Sud.

### XXIesiècle
- 2007 : formation d'un exécutif en Irlande du Nord, pour la première fois depuis 2002.
- 2010 : Laura Chinchilla devient la première femme présidente de la République du Costa Rica.
- 2018 :
  - après plusieurs semaines de manifestations, l'opposant Nikol Pachinian est investi Premier ministre d'Arménie par l'Assemblée nationale.
  - Les États-Unis se retirent de l'accord de Vienne sur le nucléaire iranien et menacent de sanctions les entreprises à travers le monde qui continueraient à commercer avec le gouvernement Iranien.

- 2019 :

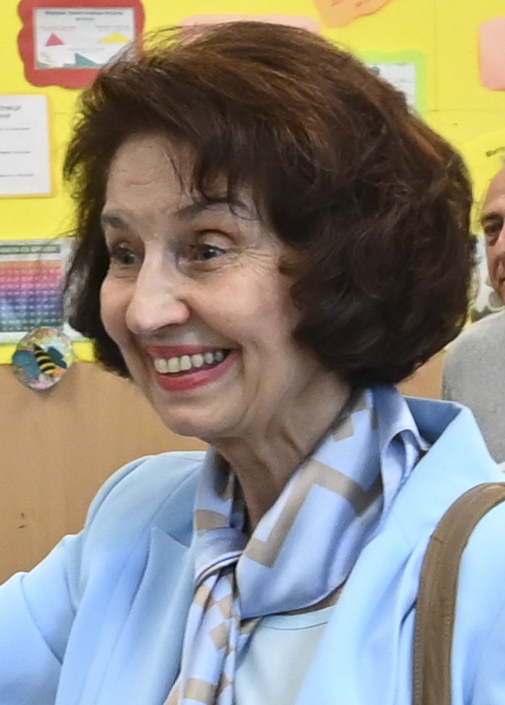
Gordana Siljanovska-Davkova en 2024.

  - des élections générales ont lieu en Afrique du Sud afin d'élire les membres de l'Assemblée nationale, ainsi que ceux des assemblées provinciales des neuf provinces du pays. Il s'agit des sixième élections depuis la fin de l'apartheid en 1994[2]. C'est l'ANC, le parti du Président Cyril Ramaphosa qui conserve la majorité absolue[3].
  - Un référendum est organisé au Belize[4], la population est amenée à se prononcer sur le recours à la Cour internationale de justice pour résoudre le différend frontalier l'opposant au Guatemala conformément à un accord passé entre les deux pays fin 2008. Le Guatemala voisin revendique une partie importante du Belize représentant plus de la moitié de son territoire[5]. Le peuple approuve le recours à la CIJ pour résoudre son différend frontalier avec le Guatemala.
- 2024 : en Macédoine du Nord, le parti d'opposition VMRO-DPMNE remporte les élections législatives tandis que sa candidate Gordana Siljanovska-Davkova est élue présidente de la République[6].

## Arts, culture et religion
- 590 : apparition de l'archange saint Michel sur le mausolée d'Hadrien (château Saint-Ange) à Rome selon des chrétiens.
- 2025 : le cardinal américano-péruvien Robert Francis Prevost est élu pape et prend le nom de Léon XIV (photo)[7].

## Sciences et techniques
- 1886 : invention du cola.

## Économie et société
- 1842 : catastrophe ferroviaire de Meudon près de Paris.Statue de Miguel Hidalgo à Coyoacán

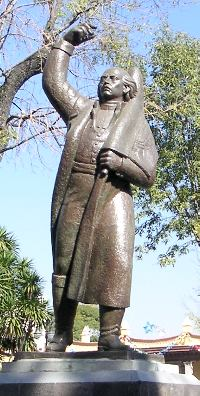
Statue de Miguel Hidalgo à Coyoacán

- 1996 : finale de la Coupe d’Europe des Vainqueurs de coupes opposant le PSG de Michel Denisot et Luis Fernandez aux Autrichiens du Rapid de Vienne avec la victoire des premiers d'un but à zéro[8].
- 2021 : en Afghanistan, un attentat contre une école pour filles à Kaboul fait 68 morts[9].

## Naissances

### XVesiècle
- 1492 : André Alciat, jurisconsulte et écrivain italien de langue latine († 12 janvier 1550).

### XVIIesiècle
- 1653 : Claude Louis Hector de Villars, militaire français († 17 juin 1734).
- 1668 : Alain-René Lesage, romancier et dramaturge français († 17 novembre 1747).
- 1698 : Henry Baker, naturaliste britannique († 8 mai / 25 novembre 1774).

### XVIIIesiècle
- 1737 : Edward Gibbon, historien britannique († 16 janvier 1794).
- 1751 : Henri Lefèvre d'Ormesson, homme politique français († 12 avril 1808).
- 1753 : Miguel Hidalgo, religieux et indépendantiste mexicain († 30 juillet 1811).
- 1786 : Jean-Marie Vianney, prêtre français, saint catholique († 4 août 1859).

### XIXesiècle

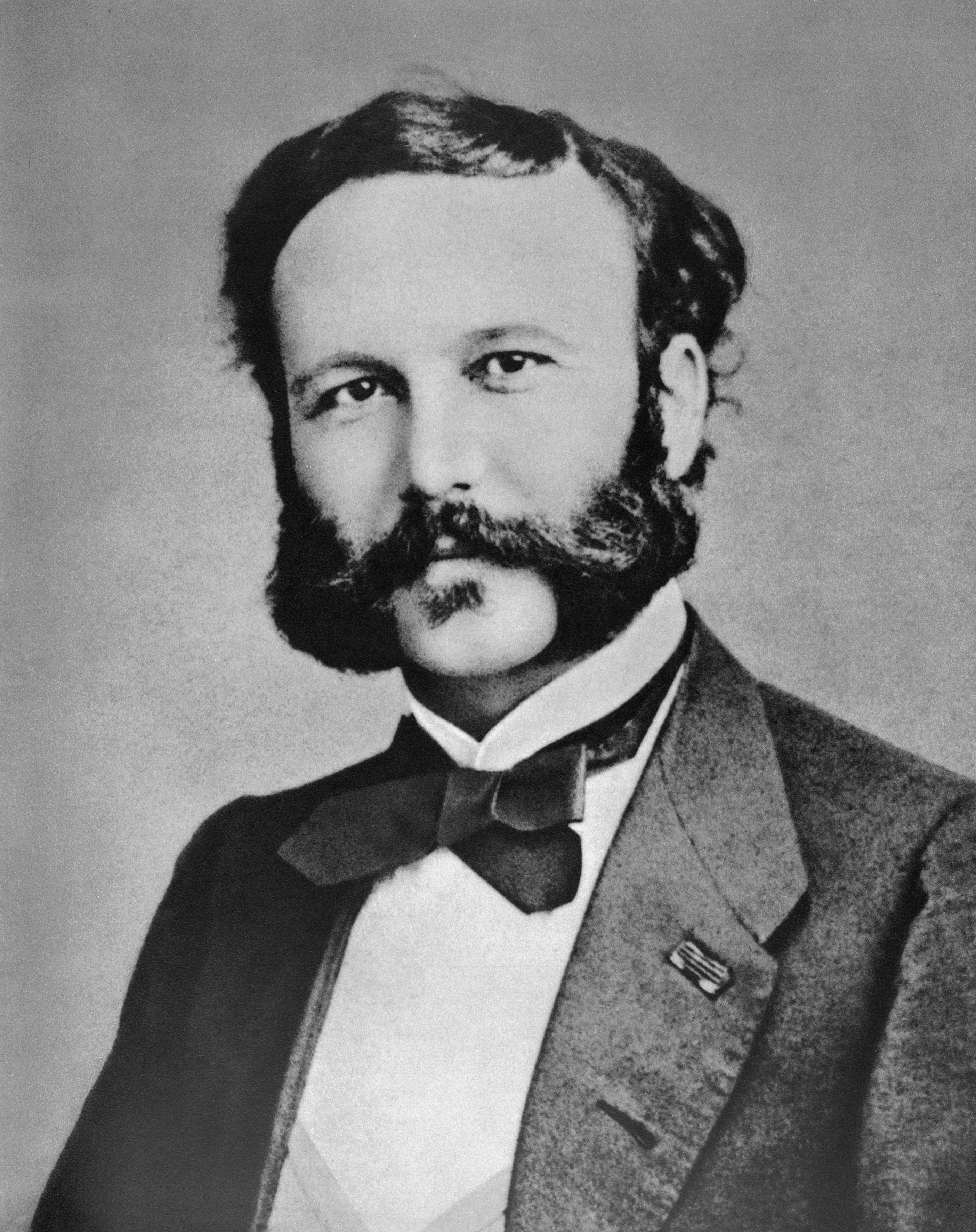
Henry Dunant

- 1803 : Napoléon Joseph Ney, militaire et homme politique français († 26 juillet 1857).
- 1811 : Alfred de Falloux, historien et homme politique français († 6 janvier 1886).
- 1828 : 
  - Henry Dunant, humaniste suisse fondateur de la Croix-Rouge († 30 octobre 1910).
  - Charbel Makhlouf, moine-ermite libanais devenu saint († 24 décembre 1898).
- 1829 : Louis Moreau Gottschalk, compositeur et pianiste américain († 18 décembre 1869).
- 1839 : Adolphe-Basile Routhier, écrivain et magistrat canadien († 27 juin 1920).
- 1848 : Cara Ancha (José Sánchez del Campo dit), matador espagnol († 31 mai 1925).
- 1856 : Pedro Lascuráin Paredes, homme politique mexicain († 21 juillet 1952).
- 1871 : Louis Madelin, historien français († 18 août 1956).
- 1874 : Pierre-Marie Gourtay, prélat français († 16 septembre 1944).
- 1876 : Yves Mirande (Anatole Charles Le Querrec dit), dramaturge, scénariste et réalisateur français († 17 mars 1957).
- 1884 : Harry Truman, 33e président des États-Unis, de 1945 à 1953 († 26 décembre 1972).
- 1885 : Charles Dullin, comédien français († 11 décembre 1949).
- 1888 : Maurice Boyau, militaire, as de l'aviation et joueur de rugby à XV français († 16 septembre 1918).
- 1895 : Joselito avec Juan Belmonte

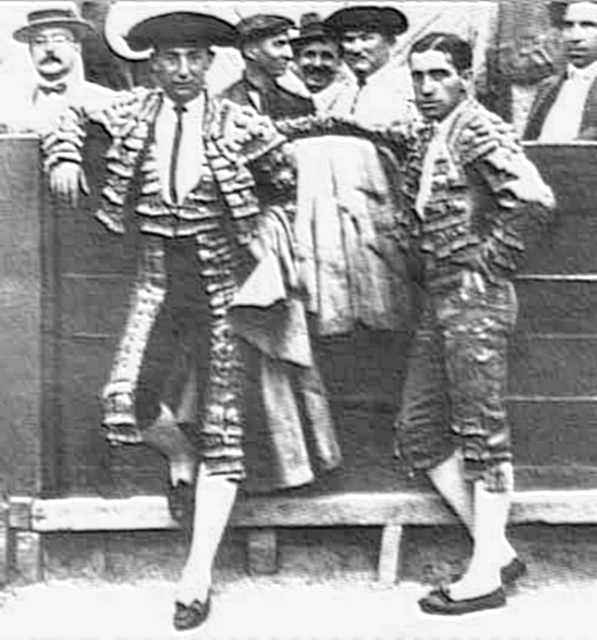
Joselito avec Juan Belmonte

  - « Joselito » (José Gómez Ortega dit), matador espagnol († 16 mai 1920).
  - Fulton J. Sheen, archevêque catholique américain († 9 décembre 1979).
- 1898 :
  - Henri Adeline, militaire français († 30 avril 1971).
  - Alphonse Gemuseus, cavalier suisse, champion olympique à Paris en 1924 († 28 janvier 1981).
  - Alojzije Stepinac, prélat croate († 10 février 1960).
- 1899 :
  - Friedrich August von Hayek, économiste autrichien († 23 mars 1992).
  - Jacques Heim, couturier français († 8 janvier 1967).

### XXesiècle
- 1903 : Fernandel (Fernand Contandin dit), acteur français († 26 février 1971).
- 1904 : Henri Contet, parolier français († 15 avril 1998).
- 1905 : Red Nichols, cornettiste de jazz américain († 28 juin 1965).
- 1906 : Roberto Rossellini, réalisateur italien († 3 juin 1977).
- 1911 : Robert Johnson, musicien américain, précurseur du club des 27 († 16 août 1938).
- 1914 : Maurice Aubert, géologue français († 8 décembre 2005).
- 1919 : Lex Barker, acteur américain († 11 mai 1973).
- 1921 : Graham Leonard, ecclésiastique anglais († 6 janvier 2010).
- 1922 :
  - Bernardin Gantin, prélat béninois († 13 mai 2008).
  - Stephen Kim Sou Hwan, prélat sud-coréen († 16 février 2009).
- 1923 :
  - Li Lienfung, chimiste et écrivaine chinoise puis singapourienne († 3 août 2011).
  - Cheikha Remitti, musicienne et chanteuse algérienne († 15 mai 2006).
- 1925 : 
  - Dino Attanasio (Edoardo Attanasio dit), auteur de bande-dessinée belge d'origine italienne.
  - Marc Herrand (Marc Holtz dit), musicien français, cofondateur et premier directeur musical des Compagnons de la Chanson, l'un des deux derniers survivants de cette compagnie chorale avec son cadet Gaston. († 17 juillet 2023).
- 1926 : David Attenborough, rédacteur scientifique, écrivain et naturaliste britannique et anglais.
- 1927 : Laszlo Paskai, prélat hongrois († 17 août 2015).
- 1929 : Claude Castonguay, homme politique canadien († 12 décembre 2020).
- 1930 : 
  - Edgar Fruitier, comédien, homme de radio et de télévision canadien.
  - Gary Snyder (Gary Sherman Snyder dit), poète, traducteur, penseur et militant anarchiste américain de la beat generation, des hippies et de l'écologie profonde propagateur du bouddhisme zen aux États-Unis.
- 1931 : Bob Clotworthy, plongeur américain, champion olympique († 1er juin 2018).
- 1932 : Sonny Liston, boxeur américain († 30 décembre 1970).
- 1933 : Paul Dedieu, joueur de rugby à XV français († 26 octobre 2012).
- 1934 : Marlene Hazle, informaticienne américaine († 7 juin 2011)
- 1935 : Lucius Edward William Plantagenet Cary, 15e vicomte de Falkland, noble et homme politique britannique.
- 1937 :
  - Bernard Cleary, homme d'affaires, journaliste, enseignant et homme politique canadien († 27 juillet 2020)
  - Mike Cuellar, lanceur de baseball professionnel cubain († 2 avril 2010).
- 1938 :
  - Pierre Claverie, prélat français († 1er août 1996).
  - Imre Földi, haltérophile hongrois, champion olympique († 23 avril 2017).
  - Jean Giraud dit aussi Moebius, auteur de bande-dessinée français († 10 mars 2012).
- 1940 :
  - Peter Benchley, écrivain américain († 11 février 2006).
  - James Blyth, homme d'affaires britannique.
  - Irwin Cotler, homme politique canadien.
  - Ricky Nelson / Rick Nelson, acteur et chanteur-compositeur américain († 31 décembre 1985).
  - Toni Tennille (en), chanteuse, compositrice et claviériste américaine du groupe Captain & Tennille.
- 1941 : 
  - Félix Blaska, danseur et chorégraphe français.
  - John Fred, chanteur et musicien américain († 14 avril 2005).
- 1942 : 
  - Benoît Dauga, joueur de rugby à XV français.
  - Pierre Morency, poète, romancier et animateur de radio canadien.
- 1943 :
  - Paul Samwell-Smith, musicien britannique du groupe The Yardbirds.
  - Danny Whitten, guitariste et compositeur américain du groupe Crazy Horse († 18 novembre 1972).
  - Pat Barker, écrivaine britannique.
- 1944 :
  - Gary Glitter, chanteur et compositeur britannique.
  - Bill Legend, musicien anglais du groupe T. Rex.
- 1945 : 
  - Jean-Louis Azarete, joueur de rugby à XV français.
  - Keith Jarrett, musicien américain.
- 1946 : André Boulerice, homme politique canadien.
- 1947 : 
  - John Reid, homme politique britannique.
  - Katia Tchenko, actrice française.
  - Boris Choukhov, coureur cycliste soviétique, champion olympique.
- 1948 :
  - Steve Braun (en), joueur de baseball américain.
  - Maurizio Nichetti, homme de cinéma italien.
- 1950 : 
  - Juan Manuel Bellón López, joueur d'échecs espagnol.
  - Pierre de Meuron, architecte suisse.
  - Marc Veyrat, chef cuisinier français.
- 1951 :
  - Philip Bailey, chanteur américain du groupe Earth, Wind and Fire.
  - Catherine Laborde, présentatrice météo, journaliste et écrivaine française († 28 janvier 2025).
- 1952 :
  - Charles Camarda, astronaute américain.
  - Peter McNab, joueur de hockey sur glace canadien.
- 1953 :
  - Billy Burnette, musicien américain du groupe Fleetwood Mac.
  - Alex Van Halen, musicien américain d’origine néerlandaise du groupe Van Halen.
- 1954 : David Keith, acteur américain.
- 1956 : Suzanne Champagne, actrice canadienne.
- 1957 :
  - Gary Lunn, homme politique canadien.
  - Marie Myriam, chanteuse française.
- 1958 : Roddy Doyle, écrivain irlandais.
- 1959 : Ronnie Lott, joueur de football américain.
- 1961 :
  - Nicolas Baverez, magistrat français à la Cour des comptes, essayiste ès économie et politique.
  - Bill de Blasio, homme politique américain, maire de New York de 2014 à 2021.
- 1962 : Natalia Molchanova, championne russe d'apnée († 2 août 2015).
- 1963 :
  - Laurence Boccolini, chroniqueuse puis animatrice de radio et de télévision française.
  - Sylvain Cossette, chanteur canadien.
  - Michel Gondry, réalisateur français de cinéma.
  - Florence Parly, haut-fonctionnaire et femme politique française, ministre des Armées depuis environ 2020.
- 1964 :
  - Melissa Gilbert, actrice et réalisatrice américaine.
  - Nathalie Roy, femme politique canadienne.
- 1965 : Thierry Escaich, musicien français.
- 1968 : Nathalie Normandeau, femme politique canadienne.
- 1969 :
  - François Busnel, journaliste littéraire de presse écrite, radio et télévision.
  - Jonny Searle, rameur d'aviron britannique, champion olympique.
  - Fabrice Tiozzo, boxeur français.
- 1970 : Luis Enrique, joueur puis entraîneur espagnol de football.
- 1972 :
  - Darren Hayes, auteur-compositeur et interprète australien du duo musical Savage Garden.
  - Ray Whitney, joueur de hockey sur glace canadien.
- 1974 : Yeo Kab-soon, tireuse sportive sud-coréenne, championne olympique.
- 1975 : Enrique Iglesias, chanteur espagnol.
- 1976 : Martha Wainwright, chanteuse canado-américaine.
- 1977 :
  - Joe Bonamassa, chanteur et guitariste de blues rock américain.
  - Bad News Brown (Paul Frappier dit), rappeur et harmoniciste canadien d'origine haïtienne († 11 février 2011).
- 1978 : 
  - Melissa Carlton, nageuse handisport australienne.
  - Yumilka Ruiz, joueuse de volley-ball cubaine, championne olympique.
- 1979 : Graziela Krohling Kunsch, artiste brésilienne.
- 1980 : Micah Sloat, acteur américain.
- 1981 :
  - Stephen Amell, acteur canadien.
  - Andrea Barzagli, footballeur italien.
  - Tatyana Dektyareva, athlète russe.
  - Rashid Shafi al-Dosari, athlète qatarien.
  - Jan-Armin Eichhorn, lugeur allemand.
  - Fanta Keita, judokate sénégalaise († 30 octobre 2006).
  - Tomasz Motyka, escrimeur polonais
  - Srđan Radonjić, footballeur monténégrin.
  - Alfredo Simón, joueur de baseball dominicain.
  - Yasuko Tajima, nageuse japonaise.
  - Blaž Vrhovnik, sauteur à ski slovène.
- 1982 :
  - Adrian Gonzalez, joueur de baseball américain.
  - Gading Marten, acteur, présentateur, mannequin et chanteur indonésien.
- 1984 : Ariane Labed, actrice franco-grecque.
- 1985 :
  - Julien Odoul, homme politique français
  - Sarah Vaillancourt, joueuse de hockey sur glace canadienne.
- 1989 :
  - Lars Eller, joueur de hockey sur glace danois.
  - Matt Martin, hockeyeur sur glace canadien.
  - Benoît Paire, joueur de tennis français.
  - Wily Peralta, joueur de baseball dominicain.
- 1990 : Kemba Walker, basketteur américain.
- 1991 : Éric Gélinas, hockeyeur sur glace canadien.
- 1992 : Kevin Hayes, hockeyeur sur glace américain.
- 1993 : Anne-Fatoumata M'Bairo, judokate française.
- 1996 : 6ix9ine (Daniel Hernandez dit), chanteur américain.
- 1999 : Džanan Musa, basketteur bosnien.
- 2000 : Sara El Tahawi, nageuse algérienne.

### XXIesiècle
- 2003 : Moulay El-Hassan, fils aîné du roi Mohammed VI du Maroc et de la princesse Lalla Salma.

## Décès

### VIesiècle
- 535 : Jean II, pape de 533 à sa mort (° vers 470).

### XVIIesiècle
- 1668 : Catherine de Saint-Augustin, religieuse d’origine française qui a œuvré à l’Hôtel-Dieu de Québec (° 3 mai 1632).
- 1672 : Jean-Armand du Peyrer, militaire français (° 1598).

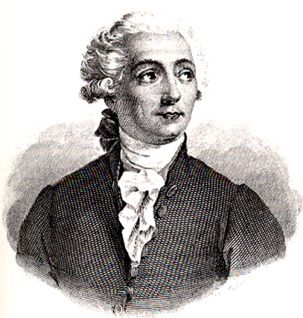
Antoine Lavoisier

### XVIIIesiècle
- 1774 : 
  - (ou 25 novembre) Henry Baker, naturaliste britannique (° 8 mai 1698).
  - Renaud Outhier, ecclésiastique et homme scientifique français (° 16 août 1694).
- 1788 : Giovanni Antonio Scopoli, entomologiste italien (° 3 juin 1723).
- 1794 : Antoine Lavoisier, chimiste français (° 26 août 1743).

### XIXesiècle

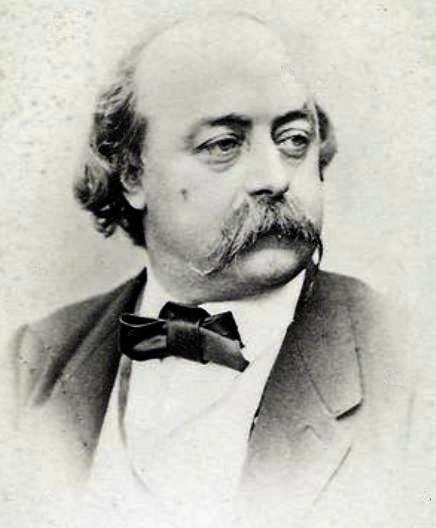
Gustave Flaubert

- 1828 : Dixon Denham, militaire britannique (° 1er janvier 1786).
- 1842 : Jules Dumont d'Urville, explorateur français (° 23 mai 1790).
- 1873 : John Stuart Mill, philosophe et économiste britannique (° 20 mai 1806).
- 1880 : Gustave Flaubert, écrivain français (° 12 décembre 1821).
- 1886 : Ferdinand Siebigk, archiviste allemand (° 8 février 1823).
- 1891 : Helena Blavatsky, philosophe et écrivaine russe, fondatrice de la Société théosophique (° 12 août 1831).
- 1896 : Gustave Cosson, photographe français (° 18 décembre 1824).

### XXesiècle

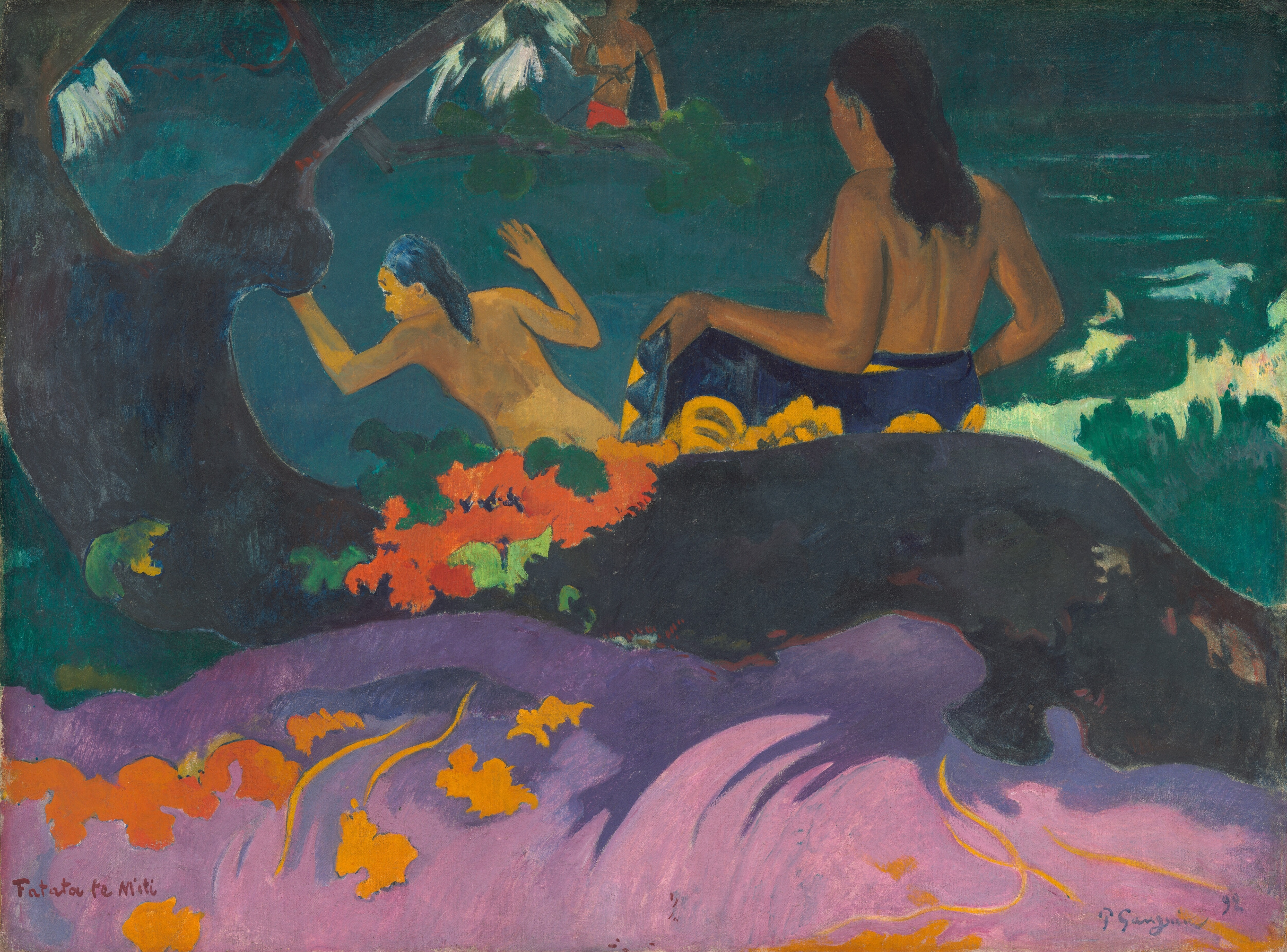
Près de la mer par Paul Gauguin

- 1903 : Paul Gauguin, peintre français (° 7 juin 1848).
- 1904 : Eadweard Muybridge, photographe américain (° 9 avril 1830).
- 1919 : Véra Zassoulitch, révolutionnaire russe (° 8 août 1849).
- 1932 : Albert Thomas, homme politique français (° 16 juin 1878).
- 1944 : Ethel Smyth, compositrice, autrice et suffragette britannique (° 22 avril 1858)
- 1952 : William Fox, producteur américain (° 1er janvier 1879).
- 1959 : Renato Caccioppoli, mathématicien italien (° 20 janvier 1904).
- 1962 : Donald Lambert, pianiste de jazz américain (° 12 février 1904).
- 1964 : Marie Gross, résistante française ayant permis l'évasion d'une soixantaine de prisonniers de guerre français pendant la Seconde Guerre mondiale (°23 juillet 1899).
- 1965 : Wally Hardinge, joueur de cricket et de football britannique (° 25 février 1886).
- 1975 : Avery Brundage, athlète américain, ancien président du Comité international olympique (° 28 septembre 1887).
- 1980 : Perdigão Queiroga, cinéaste portugais (° 12 juin 1916).
- 1982 : Gilles Villeneuve, coureur automobile canadien (° 18 janvier 1950).
- 1983 : John Fante, romancier, nouvelliste et scénariste américain (° 8 avril 1909).
- 1985 : Theodore Sturgeon, écrivain américain (° 26 février 1918).
- 1988 :
  - Robert A. Heinlein, écrivain américain (° 7 juillet 1907).
  - Domingo Ortega, matador espagnol (° 25 février 1908).
- 1990 :
  - Luigi Nono, compositeur italien (° 29 janvier 1924).
  - Tomás Ó Fiaich, cardinal irlandais, primat d'Irlande (° 3 novembre 1923).
- 1991 : Rudolf Serkin, pianiste américain d’origine autrichienne (° 28 mars 1903).
- 1994 : George Peppard, acteur américain (° 1er octobre 1928).
- 1996 :
  - Luis Miguel Dominguín, matador espagnol (° 9 novembre 1926).
  - Robert Le Béal, acteur français (° 2 mars 1915).
  - Garth Williams, dessinateur américain (° 16 avril 1912).
- 1997 :
  - Ralph Wendell Burhoe, théologien et physicien américain (° 21 juin 1911).
  - Kai-Uwe von Hassel, homme d'état allemand (° 21 avril 1912).
  - Patrick Hughes, joueur de tennis britannique (° 21 décembre 1902).
  - Ambroise Lafortune, prêtre, animateur et écrivain canadien (° 5 décembre 1917).
- 1998 :
  - Pierre-Laurent Brenot, styliste, affichiste et artiste peintre français (° 8 juillet 1913).
  - Jacques Dumesnil, acteur français (° 9 novembre 1903).
  - Johannes Kotkas, lutteur soviétique puis estonien (° 3 février 1915).
- 1999 :
  - Dirk Bogarde, acteur britannique (° 28 mars 1921).
  - Dana Plato, actrice américaine (° 7 novembre 1964).
- 2000 :
  - André Fortin, musicien et chanteur canadien (° 17 novembre 1962).
  - Hubert Maga, président du Bénin de 1960 à 1963 puis de 1970 à 1972 (° 10 août 1916).

### XXIesiècle
- 2003 : Janine Fluet, actrice canadienne (° 9 mars 1926).
- 2004 : William Joseph Knight, aviateur américain (° 18 novembre 1929).
- 2005 :
  - Wolfgang Blochwitz, footballeur allemand (° 8 février 1941).
  - Jean Carrière, écrivain français (° 6 août 1928).
  - Gianpietro Zappa, footballeur suisse (° 11 février 1956).
- 2007 :
  - Louis Baillot, homme politique français (° 11 mai 1924).
  - Léon Dony, acteur belge (° 12 janvier 1929).
  - René Lamps, homme politique et résistant français (° 5 novembre 1915).
- 2008 :
  - Eddy Arnold, chanteur de musique country américain (° 15 mai 1918).
  - François Sterchele, footballeur belge (° 14 mars 1982).
- 2009 : Dom DiMaggio (en), joueur de baseball professionnel américain (° 12 février 1917).
- 2012 : Maurice Sendak, écrivain américain (° 10 juin 1928).
- 2013 : Jeanne Cooper, actrice américaine (° 25 octobre 1928).
- 2016 : Philippe Beaussant, musicologue et académicien français au fauteuil 36 (° 6 mai 1930).
- 2017 : Rebeca Uribe Bone, première femme diplômée ingénieure en Colombie (° 7 juillet 1917).
- 2020 :
  - Daniel Cauchy, acteur, producteur et scénariste français (° 13 mars 1930).
  - Cécile Rol-Tanguy, née Le Bihan, résistante française agente de liaison de l'insurrection parisienne d'août 1944 devenue centenaire (° 10 avril 1919).
- 2021 :
  - Helmut Jahn, architecte allemand (° 4 janvier 1940).
  - Jean-Claude Romer, acteur, journaliste, critique, scénariste et historien du cinéma français (° 19 janvier 1933).
- 2022 : 
  - Kim Ji-ha, poète et dramaturge sud-coréen (° 4 février 1941).
  - André Arthur, animateur de radio et homme politique canadien (° 21 décembre 1943).
- 2023 :
  - Kemal Derviş, économiste et homme politique turc (° 10 janvier 1949).
  - Armand Isnard, chansonnier, humoriste, auteur, éditeur, acteur, homme de théâtre, documentariste et biographe français (° 1er août 1939).
  - Joe Kapp, joueur, entraîneur et dirigeant américain de football américain et de football canadien (° 19 mars 1938).
  - Rita Lee, chanteuse, compositrice et musicienne brésilienne (° 31 décembre 1947).
  - Thérèse de Saint-Phalle, journaliste et femme de lettres française (° 7 mars 1930).
  - Yahne Le Toumelin, nonne bouddhiste et artiste peintre française (° 27 juillet 1923).
  - Pema Tseden, écrivain, réalisateur, scénariste et producteur tibétain (° 3 décembre 1969).
- 2024 :
  - John Barbata, batteur de pop et de rock américain (° 1er avril 1945).
  - Gérard César, homme politique français (° 19 décembre 1931).
  - Jean Emelina, universitaire et écrivain français (° 16 avril 1934).
  - Ramón Fonseca Mora, avocat, homme politique et écrivain panaméen (° 14 juillet 1952).
  - Jimmy Johnson, joueur de football U.S. américain (° 31 mars 1938).
  - Jean Lavoué, auteur, poète et essayiste français (° 25 mars 1955).
  - Giovanna Marini, musicienne, chanteuse et chercheuse en ethnomusicologie italienne (° 19 janvier 1937).
- 2025 :
  - Amos Elegbe, homme politique et universitaire béninois (° 4 avril 1947).
  - James Foley, réalisateur et scénariste américain (° 28 décembre 1953).
  - Chet Lemon, joueur de baseball américain (° 12 février 1955).
  - Simon Mann, mercenaire britannico-sud-africain (° 26 juin 1952).
  - Qiu Xigui, historien, paléographe et professeur chinois (° 13 juillet 1935).
  - Josaia Raisuqe, joueur de rugby à XV et à sept fidjien (° 22 juillet 1994).

## Célébrations

### Internationales
- « Journée mondiale de la Croix-Rouge et du Croissant-Rouge »[10] en référence au 8 mai natal ci-avant du fondateur suisse de ladite Croix-Rouge Henry Dunant.
- « Journée du souvenir et de la réconciliation en l'honneur des morts de la Seconde Guerre mondiale (en) » (8 et 9 mai selon la résolution 59/26 de l'ONU du 3 mai 2005)[11].

### Nationales
- Belgique (Union européenne à zone euro), Canada, Suisse : fête des mères.
- Bruxelles (Belgique ci-dessus, Union européenne à zone euro) : fête régionale de l'iris de la région de Bruxelles-Capitale.
- Corée du Sud : 어버이 날 / eobeoi-nal, « fête des parents »[12] équivalant aux fêtes des mères et des pères occidentales réunies.
- France (Union européenne à zone euro), 
  - comme dans d'autres États : « victoire alliée de 1945 », commémoration de la capitulation de l'armée allemande en 1945 ci-avant lors de la Seconde Guerre mondiale, jour férié en France, en Slovénie (Union européenne à zone euro) voire ailleurs (fêtée le lendemain, 9 mai de l'Union européenne, en Russie voire d'autres États de l'ex-U.R.S.S.) ;
  - à Orléans : fêtes johanniques du côté de la place du Martroi, qui commémorent depuis 1431 ou 1432 la délivrance par Jeanne d'Arc et son armée en 1429 ci-avant de la ville alors assiégée par les Anglais.
- Missouri (États-Unis d'Amérique du Nord) : Truman Day (en) célébrant l'anniversaire du président Harry S. Truman natif dudit État fédéré.

### Saints des Églises chrétiennes

#### Saints catholiques et orthodoxes du jour
Référencés ci-après in fine, :
- Acace de Byzance († 303), soldat martyr à Byzance, fêté dès la veille 7 mai en Orient[15].
- Arsène de Scété († 449), ermite dans le Ouadi Natroun / désert de Scété.
- Benoît II († 685), 81e pape de 683 à 685 ; fêté dès la veille 7 mai en Orient[15].
- Boniface IV († 615), 67e pape de 608 à 615.
- Désiré de Bourges († 550), 23e évêque de Bourges.
- Gibrien († 515), frère de cinq saints et de trois saintes, ermite près de l'actuelle Saint-Gibrien.
- Godon de Metz († 646), 31e évêque de Metz.
- Hellade d'Auxerre († 387), 4e évêque d'Auxerre en Bourgogne.
- Itte Idoberge († 652) ou Ide de Nivelles, bénédictine à Nivelles, mère de sainte Gertrude de Nivelles.
- Jean († 117), Jean l'Évangéliste ou Jean le Théologien, apôtre et évangéliste[16] - date orientale - fêté le 27 décembre en Occident.
- Martin de Saujon († 400), abbé à Saujon.
- Métron de Vérone († VIIIe siècle), ermite à Vérone.
- Thumette († IVe siècle), sœur de saint Enéour, compagne de sainte Ursule (de Cologne) et martyre.
- Victor le Maure († 303), soldat africain martyr à Milan.
- Wiron de Roermond († 700), Plelchemn et Otger, évangélisateurs du Limbourg.

#### Saints et bienheureux catholiques du jour
Référencés ci-après ?
- Aimé Ronconi († 1292), franciscain du tiers-ordre à Rimini.
- Aloysius Rabatà († 1490), bienheureux religieux italien supérieur des carmes de Randazzo.
- Ange de Massaccio (it) († 1458), bienheureux religieux camaldule italien martyr.
- Antonin Bajewski († 1941), bienheureux religieux franciscain martyr à Auschwitz.
- Bernardin de Bustis (it) († 1513), franciscain à Melegnano.
- Bernard du Portugal († 1265), bienheureux sacristain dominicain de Santarém au Portugal.
- Clara Fey († 1894), bienheureuse religieuse allemande fondatrice de congrégation.
- Frédéric d'Hirschau († 1070), bienheureux abbé bénédictin suisse.
- Henri Vergès († 1994), bienheureux religieux français martyr.
- Marie-Catherine de Saint-Augustin († 1668), bienheureuse religieuse augustine québécoise.
- Pierre II de Tarentaise († 1174), fondateur de l'abbaye Notre-Dame de Tamié.
- Raymard († 1108), prévôt de la collégiale Saint-Amé de Douai.
- Séhère († 1127), fondateur de l'abbaye de Chaumousey.
- Marie-Thérèse Demjanovich († 1913), bienheureuse religieuse américain sœur de la Charité de Sainte Élisabeth.
- Ulrika Nisch († 1919), bienheureuse religieuse allemande sœur de la Charité de la Sainte-Croix.

#### Saints orthodoxes
aux dates parfois "juliennes" / orientales :
- Arsène le Travailleur († XIVe siècle), moine.
- Catalde († vers 190) ou Catos, deuxième évêque connu de Tarente dans les Pouilles (Mezzogiorno italien).
- Hélie († vers 230), évêque de Lyon.

### Prénoms du jour
Bonne fête (souhaitable dès la veille au soir) aux Désiré et sa variante masculine Désir ; leurs formes féminines : Desiree, Désirée, Des'ree (sinon aux Daisy d'Errata ; voir leur doublet saint-Didier les 23 mai.
Et bonne fête aussi aux :
- Boniface et sa variante Bonifacio, d'origine italienne (fête locale, fête majeure le 5 juin).
- Aux Ida et ses variantes Ide, Ita, Itta ou Itte (entre ides d'avril des 13 avril et celles de mai vers les 15 mai).
- Aux Tunvez et ses autres variantes bretonnes : Teune, Theomata, Thumeth, Thumette, Tunvé, Tuvezh, etc.

## Traditions, micro-nationvoire superstitions
- Empire aéricain : fête nationale (anniversaire de l'empire).

### Dictons
Période des saints cavaliers antérieure à celle des saints de glace et propice elle aussi aux dictons météorologiques empiriques tels que :
- « À la saint-Boniface, mai pluvieux nous fait face. »
- « À la Saint-Désiré, tu peux découvrir ton nez[18] ».
- « Au jour de Saint Boniface, toute boue s'efface. »

### Astrologie
- Signe du zodiaque : 18e jour du signe astrologique du Taureau.

## Toponymie
De nombreuses voies, places ainsi que des sites et édifices portent le nom de cette date en langue française et figurent dans la page d'homonymie Huit-Mai .